# پدرو لوپز (بازیکن فوتبال، زاده ۱۹۹۵)
پدرو لوپز (انگلیسی: Pedro López؛ زادهٔ ۲۱ ژانویهٔ ۱۹۹۵) بازیکن فوتبال اهل اسپانیا است.
از باشگاه‌هایی که در آن بازی کرده‌است می‌توان به باشگاه فوتبال رئال بتیس اشاره کرد.